# Barceloneta (metrostation)
Barceloneta is een metrostation van de metro van Barcelona en wordt aangedaan door lijn 4. Het ligt in de wijk La Barceloneta in het district Ciutat Vella, Barcelona.
Het station is gebouwd in 1976 onder de Carrer Doctor Aiguader en Passeig de Joan de Borbó pal naast de Ronda Litoral. Dit station ligt dicht in de buurt van het belangrijke treinstation van de stad, Estació de França. Er is echter geen rechtstreekse verbinding tussen beide stations. In het verleden was er een metrostation tussen Barceloneta en Jaume I met de naam Correos maar door veranderingen aan lijn 4 niet langer bestaat.